# Une femme
Pour les articles homonymes, voir Femme (homonymie).
Une femme est le cinquième roman d'Annie Ernaux, publié en 1988 aux éditions Gallimard.

## Résumé
Après La Place couronné par le prix Renaudot, en 1984, et consacré notamment au parcours de son père, ce livre évoque la vie et mort de la mère d'Annie Ernaux. Elle y retrace l'existence de celle-ci, de l'usine (où elle est conduite à travailler dès l'adolescence) à la maison de retraite et à l'hôpital, et de ses souvenirs d'elle. Elle y évoque aussi ce sac en plastique qu’elle trouve dans la chambre de sa mère à l'hôpital : le personnel  y a rangé les quelques vêtements et objets que possédait la femme qui vient de mourir. La dernière phrase du livre est: « J’ai perdu le dernier lien avec le monde dont je suis issue ».

## Traduction
- (it) Lorenzo Flabbi, Una Donna, L'orma editore, 2018
- (de) Sonja Finck (de), Eine Frau, Berlin, Suhrkamp, 2019

## Réception
Le roman précédent d'Annie Ernaux, La Place avait été salué par la critique littéraire française, du Monde au Figaro, et couronné par un des prix littéraires français les plus connus. Cinq ans plus tard, le thème de cette nouvelle œuvre est très proche. Pour autant, pour Josyane Savigneau, dans sa critique l'année de la publication de cet ouvrage, « Annie Ernaux a encore gagné en sobriété et en maîtrise ». 
Pour Philippe Vilain, qui écrit dix ans après la publication, ces « récits d'Annie Ernaux brouillent les classifications ordinaires sans jamais s'inscrire dans un genre précis ou se laisser circonscrire par lui », donnant à son œuvre une dimension particulière . Il met en exergue ces commentaires d'Annie Ernaux : « ses récits ne sont ni des biographies, ni des romans, mais « peut-être quelque chose entre la littérature, la sociologie et l'histoire » », mais aussi « j'essaie de décrire et d'expliquer comme s'il s'agissait d'une autre mère et d'une fille qui ne serait pas moi ».